# Franklin (condado de Sauk, Wisconsin)
Franklin es un pueblo ubicado en el condado de Sauk en el estado estadounidense de Wisconsin. En el Censo de 2010 tenía una población de 652 habitantes y una densidad poblacional de 5,11 personas por km².

## Geografía
Franklin se encuentra ubicado en las coordenadas 43°18′23″N 90°2′21″O / 43.30639, -90.03917. Según la Oficina del Censo de los Estados Unidos, Franklin tiene una superficie total de 127.51 km², de la cual 126.85 km² corresponden a tierra firme y (0.51%) 0.66 km² es agua.

## Demografía
Según el censo de 2010, había 652 personas residiendo en Franklin. La densidad de población era de 5,11 hab./km². De los 652 habitantes, Franklin estaba compuesto por el 97.39% blancos, el 0% eran afroamericanos, el 1.23% eran amerindios, el 0.46% eran asiáticos, el 0% eran isleños del Pacífico, el 0.92% eran de otras razas y el 0% pertenecían a dos o más razas. Del total de la población el 0.61% eran hispanos o latinos de cualquier raza.